# Richard Weyl (Geologe)
Hellmut Theodor Richard Weyl (* 10. August 1912 in Kiel; † 15. Dezember 1988 in Heidelberg) war ein deutscher Geologe.

## Ausbildung
Richard Weyl war ein Sohn des gleichnamigen Juristen und dessen Ehefrau und Lehrerin Bertha Wagner (* 20. Dezember 1877 in Berlin; † 29. Oktober 1955 in Uetersen). Er hatte den Bruder Johannes Weyl und zwei Schwestern. Seine Eltern galten als kulturell und gesellschaftlich aufgeschlossen. Weyl besuchte die Kieler Gelehrtenschule und bestand 1931 die Abiturprüfung. Schon in jungen Jahren interessierte er sich insbesondere für Naturkunde und Geographie. Er beschäftigte sich damit weit über den Schulstoff hinaus und gestaltete seine Freizeitaktivitäten entsprechend.
Obwohl die Berufsaussichten nicht gut waren, studierte Weyl ab dem Sommersemester 1931 Geologie und Paläontologie an der Universität Innsbruck. Das Wintersemester 1931/32 und die Zeit vom Wintersemester 1932/33 bis zum Sommersemester 1934 lernte er an der Universität Kiel. Das Sommersemester 1932 verbrachte er in Freiburg. Für die Promotion wechselte er im Wintersemester 1934/35 an die Universität Heidelberg.
Im Sommersemester 1935 wurde Weyl beurlaubt. Er ging freiwillig zur Kriegsmarine und leistete somit seinen Militärdienst ab. Er selbst sagte, dass er dies freiwillig getan habe, um nicht in die Studenten-SA eintreten zu müssen. Er ist jedoch Mitglied der SA von 1933 bis 1945 und der NSDAP von 1938 bis 1945 gewesen. In den Jahren danach musste er seine wissenschaftliche Ausbildung wiederholt aussetzen. Stattdessen musste er an militärischen Übungen und Spezialausbildungen teilnehmen.
Während des Studiums beschäftigte sich Weyl zunehmend bevorzugt mit Gebirgen und Vorgängen des Bergwetters, dies sowohl aus wissenschaftlichen, als auch privater Vorliebe. In seiner Dissertation im Februar 1936 bei Julius Wilser an der Universität Heidelberg beschrieb er die „Stratigraphie und Tektonik der Grundgebirgsgrenze zwischen Kinzig und Elz im Mittleren Schwarzwald“.

## Wirken als Geograph
Weyl arbeitete nach der Dissertation ein Jahr als wissenschaftlicher Assistent an der Universität Heidelberg. Danach nahm er das Angebot Adolf Meyer-Abichs an, für ein Jahr am Deutsch-Dominikanischen Tropenforschungsinstitut in Santo Domingo tätig zu werden. Vom März 1938 bis Februar 1939 arbeitete er hier als Geologe und Gastforscher. Der Aufenthalt prägte seinen weiteren Werdegang signifikant.
Weyl übernahm in der Dominikanischen Republik anfangs die zentralen Untersuchungen. Daraus entstand die Schrift „Bau und Geschichte der Cordillera Central von Santo Domingo (Westindien)“. Hiermit habilitierte er sich im Sommersemester 1940 an der Universität Kiel. Nach Kriegsende erforschte er das gesamte Mittelamerika und die Karibik. Er unternahm 21 Forschungsreisen, die insgesamt länger als 54 Monate dauerten. Weyl behandelte allgemeine Fragestellungen der Erdgeschichte, später mehrere spezielle Themen, darunter Geotektonik, Vulkanismus, Vergletscherung, Küstengeologie, Rohstoffe oder Bergbau. Seine Arbeiten brachten ihm Anerkennung und Ansehen in internationalen Fachkreisen ein.
Während des Zweiten Weltkriegs musste Weyl seine Arbeiten unterbrechen. Im August 1939 erhielt er die Einberufung zum Kriegsdiensts. Anfangs befehligte er eine Flakbatterie und diente danach als Chef einer Kompanie in seiner Ausbildungsabteilung an der Ostseeküste. Bei Kriegsende konnte er mit einem Schiff von Rügen nach Schleswig-Holstein fliehen. Seine Ehefrau und die zwei kleinen Kinder, die kurz vorher evakuiert worden waren, traf er im Sommer 1945 in Uetersen wieder.
1946 bekam Weyl eine Stelle als Dozent am Geologischen Institut der Universität Kiel. Im September 1947 wurde er zum außerplanmäßigen Professor für Geologie ernannt. 1949 verlegte seine Familie ihren Wohnsitz nach Kiel. Anfang der 1950er Jahre nahm Weyl seine Forschungstätigkeiten in Mittelamerika wieder auf. 1956 folgte er einem Ruf als Dozent an die Universität Gießen. Zwei Jahre später übernahm er hier den wiedereingerichteten geologischen Lehrstuhl und wirkte hier bis zur Emeritierung 1977. In Gießen vertiefte er Mittelamerika als Schwerpunkt seiner wissenschaftlichen Tätigkeiten.
Weyl galt als kreativer Wissenschaftler und angesehener Hochschullehrer. Er konnte seine Zuhörer, auch Studenten aus anderen, zumeist geographischen Fakultäten, begeistern. Außerdem hielt er Vorträge vor zahlreichen Zuhörern, die er mehr populärwissenschaftlich und inhaltlich breiter gestaltete. Als sein großes Vorbild sah er Alexander von Humboldt an. Wie dieser bemühte sich Weyl, Ergebnisse naturwissenschaftlicher Forschung in einem breiteren regionalen und landeskundschaftlichen Zusammenhang darzustellen. Außerdem versuchte er, Zusammenhänge mit anderen Disziplinen darzustellen.

## Wissenschaftliche Leistungen
Während der Zeit in Gießen beschäftigte sich Weyl schwerpunktmäßig mit Mittelamerika. So konnte er detailliert zeigen, dass die Cordillera de Talamanca in der Eiszeit vergletschert waren. Dies stellte eine wissenschaftliche Pionierleistung dar. Um den Austausch von Wissenschaftlern zu fördern, schuf er 1967 in Gießen das Lateinamerika-Kolloquium. Dieses entwickelte sich zu einer dauerhaften Institution.
In Deutschland forschte Weyl hingegen weniger. Erwähnenswert sind sedimentpetrographische Analysen. Außerdem konzipierte er einen geologischen Führer durch Gießen und Mittelhessen, den er selbst herausgab. Des Weiteren beschäftigte sich Weyl mit der Historie der Geologie, dem geologischen Weltbild Leonardo da Vincis und den Zusammenhängen von Mensch und Natur.

## Verdienste für die Universität Gießen
1957 und 1963 lehnte Weyl Rufe der Universitäten aus Kiel bzw. Erlangen ab. Stattdessen nutzte er diese, um weitreichende finanzielle und personelle Kapazitäten für das Institut in Gießen zu sichern. Somit hatte er einen wichtigen Anteil am Auf- und Ausbau des Geologischen Institutes, dem er sich dadurch zunehmend verbunden fühlte. Weyl sah es als selbstverständlich an, überfachlich und in der Selbstverwaltung der Universität mitzuarbeiten. Über mehrere Jahre übernahm er die Leitung des Akademischen Auslandsamtes. 1961/62 fungierte er als Dekan der alten Naturwissenschaftlichen Fakultät. Später wirkte er in gleicher Position im neu eingerichteten Fachbereich „Geowissenschaften und Geographie“.
Gemeinsam mit weiteren Gießener Hochschullehrer gründete Weyl das „Instituto Colombo Aleman“ und entwickelte es weiter. Die Einrichtung in Santa Marta war ein Stützpunkt für zahlreiche Naturwissenschaftler und Geographen und unterstützte den internationalen Wissenstransfer. Das Institut bestand von 1986 bis 1978.
1967/86 wurde Weyl zum Rektor der Universität gewählt. Dies stellte einen Höhepunkt seiner akademischen Laufbahn dar. Aufgrund der Studentenrevolte kam es jedoch zu zahlreichen Konflikten, die Weyl physisch und psychisch große Probleme bereiteten.

## Ehrung
Aufgrund seiner wissenschaftlichen Leistungen lud die Deutsche Forschungsgemeinschaft Weyl 1969 zu einer Vortrags- und Forschungsreise ein. Anlass war der zweihundertste Geburtstag Alexander von Humboldts, dessen Spuren die Reiseroute folgte. Weyl besuchte dabei zahlreiche Länder, darunter Kolumbien, Ecuador, Peru, Chile, Panama, Costa Rica, Els Salvador, Guatemala und Mexiko.

## Werke
Weyl publizierte äußerst umfangreich. Er verfasste insgesamt 185 Artikel, Bücher, fungierte bei 20 Titeln als Koautor und gab Arbeiten heraus. Seine Beiträge erschienen in geographischen, bodenkundlichen und allgemein naturwissenschaftlichen Zeitschriften. Ungefähr zwei Drittel der Publikationen thematisieren Mittelamerika und die Karibik.
Weyl schuf zwei geologische Standardwerke, die Teil der Schriftenreihe „Beiträge zur regionalen Geologie der Erde“ sind: „Die Geologie Mittelamerikas“ aus dem Jahr 1961 wurde 1980 überarbeitet und ins Englische übersetzt. Hier trägt das Buch den Titel „Geology of Central America“. 1966 erschien die „Geologie der Antillen“. Mit „Geologische Streifzüge durch Westindien und Mittelamerika“ aus dem Jahr 1966 und „Erdgeschichte und Landschaftsbild in Mittelamerika“ (1965) schrieb er auch für ein breiteres Zielpublikum.

## Familie
Richard Weyl heiratete am 17. September 1940 in Heidelberg Herta Ida Marie Theile (* 20. August 1912 in Konstanz; † 31. Mai 1982 in Gießen). Ihr Vater Julius Theile (* 6. September 1889 in Grüne; † 6. Januar 1959 in Heidelberg) war ein Fabrikant und verheiratet mit Friederike, geborene Grass (* 16. Oktober 1890 in Augsburg; † 2. Dezember 1964 in Gießen).